# Mercaderes de la muerte
Mercaderes de la muerte fue un epíteto utilizado en Estados Unidos en la década de 1930 para referirse a las industrias y bancos que habían favorecido la Primera Guerra Mundial (entonces llamada la Gran Guerra).

## Origen
El término se originó en 1932 como título de un artículo sobre el traficante de armas Basil Zaharoff : "Zaharoff, mercader de la muerte".  Luego fue empleado en el libro Los mercaderes de la muerte (1934) de HC Engelbrecht y FC Hanighen . 

## Estados Unidos
El nombre se popularizó en los círculos pacifistas tanto de izquierda como de derecha, y se utilizó en las audiencias del Senado en 1936 del Comité Nye . El Senado examinó la influencia de los fabricantes de armamentos en la decisión estadounidense de entrar en la Primera Guerra Mundial. Se celebraron noventa y tres audiencias y  se citó a más de 200 testigos. El Comité Nye llegó a acusar al presidente Woodrow Wilson de ocultar información al Congreso cuando decidió participar en la Primera Guerra Mundial. El fracaso del comité en encontrar una conspiración no cambió el prejuicio público contra los fabricantes de armamentos, de ahí el nombre popular de "mercaderes de la muerte".  

## Conclusiones del Informe Nye
- Las ventas de armas producen miedo, hostilidad, mayores pedidos de municiones, tensión económica y colapso o guerra.
- Las empresas de municiones sobornaron a funcionarios gubernamentales extranjeros para conseguir negocios.
- Los pedidos alemanes de material de aviación generaron cuantiosos beneficios.
- Las empresas de municiones eludieron el embargo de armas a China.
- El comité encontró acuerdos de fijación de precios y de participación en las ganancias. [5]

### Gran Bretaña
Acusaciones similares en Gran Bretaña dieron lugar a una importante investigación gubernamental en 1935-1936. 

## Temas de libros
Mercaderes de la muerte (1934)  refleja la historia de la industria armamentística. Entre las empresas se incluyen DuPont, Colt, Remington, Vickers, Schneider-Creusot, Krupp y Škoda Works. Habla de Hiram Maxim y Basil Zaharoff . Se comparan los beneficios de la venta de armas antes y durante la Primera Guerra Mundial.  :159 Estudia el crecimiento de los armamentos japoneses.